# 米基爾·托利斯
米基爾·托利斯·高美斯（Miguel Torres Gómez，1986年1月28日—，出生於馬德里），通常稱為米格尔·托雷斯，是一名已退役西班牙足球員，最後效力西班牙球會馬拉加。
他初出道時，曾穿上皇馬的22號球衣。他於2009年8月初，曾一度穿著沙加度留下的皇馬2號球衣。至2009年8月31日，托利斯改投基達菲。

## 球會生涯
米基爾托利斯整個職業生涯中都是效力皇家馬德里，他 12 歲時加入皇家馬德里的初級隊。2007年7月12日，球會給予他自己的第一份職業球員合同，直到2013年到期。
2006 - 07年球季初，由於皇家馬德里的後防傷兵情況嚴重，沙加度、施仙奴和卡路士的先後缺陣，教練卡比路便從青年隊把米基爾托利斯提升，隨後向他在聯賽首次連續第四次亮相，對薩拉戈薩的賽事更上陣了90分鐘。他保持了自己的位置，在隨後的一個星期為比賽對馬洛卡。在完成馬洛卡的比賽後，教練卡比路更指出：「這是不容易找到一個球員好像托里斯一樣，在攻擊和防守方面均同樣出色。」2007年2月11日，在對皇家蘇斯達的比賽中，托利斯進行了他第一次助攻。經過在左路的快速運行，慣用右腳的他以左腳交出一個良好的傳中球，造就雲尼斯杜萊入球。最終皇馬以 2-1 取勝。其後在皇家馬德里對華倫西亞的重要賽事中，托利斯又一次交出助攻，讓雲尼斯達萊再一次取得入球。雖然前皇馬球員摩連迪斯一度為華倫西亞最成平手，但最終由另一後衛沙治奧拉莫斯為皇家馬德里奠定勝局。米基爾托利斯在他第一個西甲球季中贏得他的第一個西甲冠軍。然而，由於他的腿筋撕裂，托利斯卻缺陣對馬洛卡的最後一周聯賽比賽。
在歐冠盃方面，他對基輔戴拿模的最後一場分組組比賽中首次上陣，並在該場作客賽事中踢足全場。在這兩個比賽對拜仁慕尼黑在第一階段淘汰賽首回合中，托利斯同樣踢足90分鐘，出任球隊的正選右閘。
在2007 - 08年的球季，皇家馬德里收購不少後防球員，有來自荷蘭的德倫特、阿根廷國腳軒斯，米基爾托利斯面對極大的競爭。然而，他仍有一定的上陣機會，並協助球隊成為衛冕聯賽冠軍。

## 國家隊
米基爾托利斯於2007年2月6日首次代表西班牙U21，擔任左後衛。該場對手為英格蘭U21，以2-2打成平手。此後米基爾托利斯均為西班牙U21的主力。

## 榮譽
皇家馬德里
- 西甲冠軍：2006-07,2007-08